# Nemzeti Bajnokság I 2016-2017
La Nemzeti Bajnokság I 2016-2017 (chiamata ufficialmente OTP Bank Liga per motivi di sponsorizzazione) è stata la 116ª edizione del massimo campionato di calcio ungherese. La stagione è iniziata il 16 luglio 2016 e si è conclusa il 27 maggio 2017.

## Stagione

### Novità
Al termine della stagione 2015-2016, sono retrocessi Puskás Akadémia e il Békéscsaba. Dalla Nemzeti Bajnokság II sono stati promossi Gyirmót e Mezőkövesd.

### Regolamento
Le 12 squadre partecipanti si sfidano in un girone di andata, ritorno e andata per un totale di 33 giornate.
La squadra campione d'Ungheria si qualifica per il secondo turno di qualificazione della UEFA Champions League 2017-2018.

Le squadre classificate al secondo e terzo posto si qualificano per il primo turno di qualificazione della UEFA Europa League 2017-2018.

Le ultime due classificate retrocedono direttamente in Nemzeti Bajnokság II.

## Squadre partecipanti
| Club             | Città          | Stadio                   | Stagione 2015-2016   |
| ---------------- | -------------- | ------------------------ | -------------------- |
| Debrecen         | Debrecen       | Nagyerdei Stadion        | 3º posto in NB I     |
| Diósgyőr         | Miskolc        | DVTK Stadion             | 9º posto in NB I     |
| Ferencváros      | Budapest       | Groupama Arena           | Campione di Ungheria |
| Gyirmót          | Győr           | Alcufer Stadion          | 1º posto in NB II    |
| Haladás          | Szombathely    | Stadion Rohonci Út       | 5º posto in NB I     |
| Honvéd           | Budapest       | Bozsik Stadion           | 8º posto in NB I     |
| Mezőkövesd-Zsóry | Mezőkövesd     | Városi Stadion           | 3º posto in NB II    |
| MTK Budapest     | Budapest       | Nándor Hidegkuti Stadion | 4º posto in NB I     |
| Paks             | Paks           | Stadion PSE              | 7º posto in NB I     |
| Újpest           | Budapest       | Ferenc Szusza Stadion    | 6º posto in NB I     |
| Vasas            | Budapest       | Stadion Rudolf Illovszky | 10º posto in NB I    |
| Videoton         | Székesfehérvár | Sóstói Stadion           | 2º posto in NB I     |

## Allenatori
| Club             | Allenatore        |
| ---------------- | ----------------- |
| Debrecen         | Leonel Pondes     |
| Diósgyőr         | Ferenc Horváth    |
| Ferencvaros      | Thomas Doll       |
| Gyirmót          | Horváth Ernő      |
| Haladas          | Lázár Szentes     |
| Honvéd           | Marco Rossi       |
| Mezőkövesd-Zsóry | Tállai András     |
| MTK Budapest     | József Garami     |
| Paks             | Máté Csaba        |
| Ujpest           | Nebojša Vignjević |
| Vasas Budapest   | Michael Oenning   |
| Videoton         | Henning Berg      |

## Classifica finale
Aggiornata al 28 maggio 2017
| Pos |                     | Squadra          | Pt | G  | V  | N  | P  | GF | GS | DR  |
| --- | ------------------- | ---------------- | -- | -- | -- | -- | -- | -- | -- | --- |
| 1.  | Ungheria (bandiera) | Honvéd           | 65 | 33 | 20 | 5  | 8  | 55 | 30 | +25 |
| 2.  |                     | Videoton         | 62 | 33 | 18 | 8  | 7  | 65 | 28 | +29 |
| 3.  |                     | Vasas            | 52 | 33 | 15 | 7  | 11 | 50 | 40 | +10 |
| 4.  |                     | Ferencváros      | 52 | 33 | 14 | 10 | 9  | 54 | 44 | +10 |
| 5.  |                     | Paks             | 45 | 33 | 11 | 12 | 10 | 41 | 37 | +4  |
| 6.  |                     | Haladás          | 43 | 33 | 12 | 7  | 14 | 42 | 46 | -4  |
| 7.  |                     | Újpest           | 42 | 33 | 10 | 12 | 11 | 47 | 51 | -4  |
| 8.  |                     | Debrecen         | 41 | 33 | 11 | 8  | 14 | 42 | 46 | -4  |
| 9.  |                     | Mezőkövesd-Zsóry | 40 | 33 | 10 | 10 | 13 | 39 | 54 | -15 |
| 10. |                     | Diósgyőr         | 37 | 33 | 10 | 7  | 16 | 39 | 58 | -9  |
| 11. |                     | MTK Budapest     | 37 | 33 | 8  | 13 | 12 | 26 | 36 | -10 |
| 12. |                     | Gyirmót          | 24 | 33 | 5  | 9  | 19 | 21 | 51 | -30 |

Legenda:

      Campione d'Ungheria e ammessa alla UEFA Champions League 2017-2018
      Ammesse alla UEFA Europa League 2017-2018
      Retrocesse in Nemzeti Bajnokság II 2017-2018

## Statistiche

### Classifica marcatori
| Gol |  |  | Giocatore        | Squadra      |
| --- |  |  | ---------------- | ------------ |
| 16  |  |  | Márton Eppel     | Honvéd       |
| 13  |  |  | Marko Šćepović   | Videoton     |
| 12  |  |  | Enis Bardhi      | Újpest       |
| 11  |  |  | Dániel Böde      | Ferencváros  |
| 11  |  |  | Davide Lanzafame | Honvéd       |
| 11  |  |  | Laszlo Bartha    | Paks         |
| 11  |  |  | David Williams   | Haladás      |
| 10  |  |  | Danko Lazović    | Videoton     |
| 9   |  |  | Sándor Torghelle | MTK Budapest |
| 9   |  |  | Balint Gaal      | Haladás      |
| 8   |  |  | Marco Djuricin   | Ferencváros  |
| 8   |  |  | Róbert Feczesin  | Videoton     |
| 8   |  |  | Zoltán Gera      | Ferencváros  |

## Verdetti finali
Campione D'Ungheria  Honvéd qualificata ai preliminari di Champions League 2017-2018
 Videoton qualificata ai preliminari di Europa League 2017-2018
 Vasas qualificata ai preliminari di Europa League 2017-2018
 MTK Budapest e  Gyirmót retrocesse in Nemzeti Bajnokság II.